# Jörg Haasters

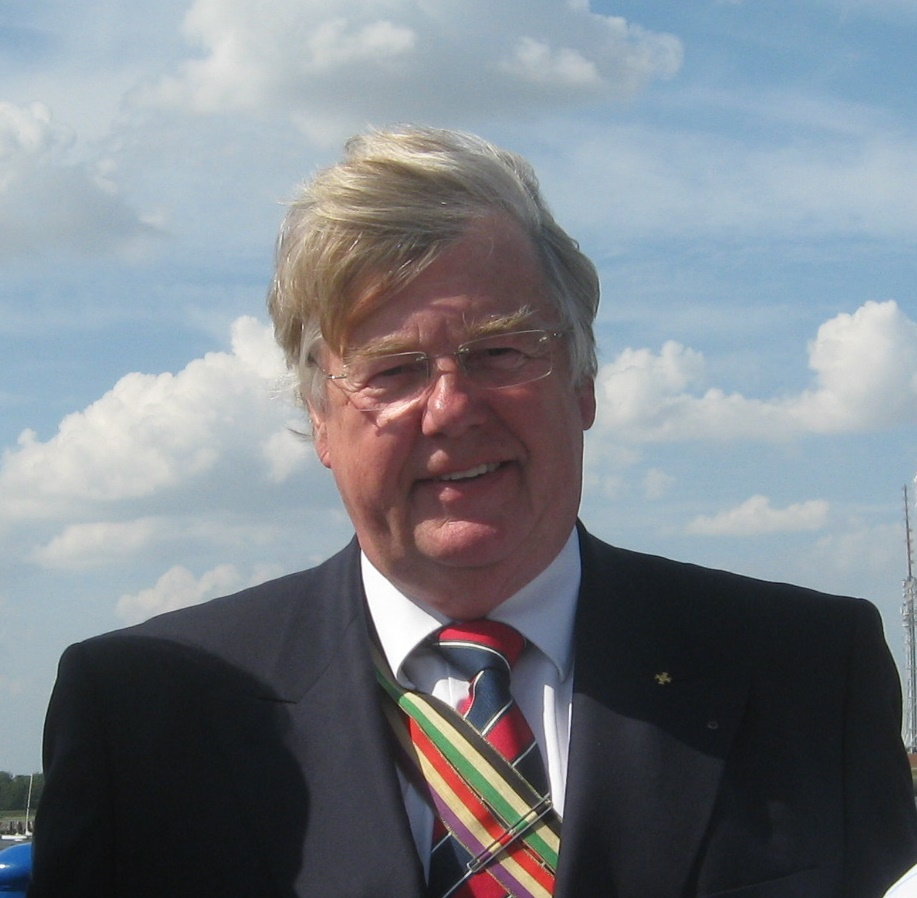
Jörg Haasters (2013)

Jörg Haasters (* 8. Juni 1940 in Berlinchen, Brandenburg) ist ein deutscher Orthopäde.

## Leben
Nach dem Abitur am Kreisgymnasium Grevenbroich studierte Haasters ab 1961 Medizin an der Albert-Ludwigs-Universität Freiburg. 1962 wurde er Mitglied des Corps Palatia-Guestphalia. 1969 wurde er in Freiburg zum Dr. med. promoviert. Als Restant bei der Luftwaffe (Bundeswehr) war er 1971 Truppenarzt der Flugzeugführerschule „S“ im Fliegerhorst Wunstorf. Danach war er zwei Jahre in der Chirurgie vom St. Josef-Hospital in Oberhausen-Sterkrade.  Nach weiteren zwei Jahren bei Benno Kummer in der Anatomie der Universität Köln ging  er in die Orthopädische Klinik vom Universitätsklinikum Essen und wurde von Karl Friedrich Schlegel zum Orthopäden ausgebildet. Haasters habilitierte sich und wurde Leitender Oberarzt. 1985 wurde er Ärztlicher Direktor von Klinikum Damp. Er engagierte sich in der Sportmedizin und wurde apl. Professor an der Universität Flensburg. Nach der Pensionierung leitete er von 2005 bis 2007 die Fortbildungsakademie Damp.
Als Reserveoffizier stellte er sich und das Klinikum in den Dienst der zivil-militärischen Zusammenarbeit. Im Territorialheer war er jahrzehntelang mob-beorderter Sanitätsoffizier, zuletzt Oberstarzt d. R. und Regimentskommandeur des Lazarettregiments 71 (na). Sein Nachfolger war Rüdiger Döhler. Haasters wurde mit den Ehrenkreuzen der Bundeswehr in Silber und Gold ausgezeichnet und ist Korrespondierendes Mitglied der Deutschen Gesellschaft für Wehrmedizin und Wehrpharmazie.